# Aonidiella eremocitri
Aonidiella eremocitri är en insektsart som beskrevs av Mckenzie 1937. Aonidiella eremocitri ingår i släktet Aonidiella och familjen pansarsköldlöss. Inga underarter finns listade i Catalogue of Life.